# 曲沢駅
曲沢駅（まがりさわえき）は、秋田県由利本荘市前郷にある、由利高原鉄道鳥海山ろく線の駅である。無人駅。

## 歴史
- 1989年（平成元年）10月29日：由利高原鉄道により由利郡由利町に開業[1][2]。

## 駅構造
単式ホーム1面1線を有する地上駅。ホーム上に待合所がある。

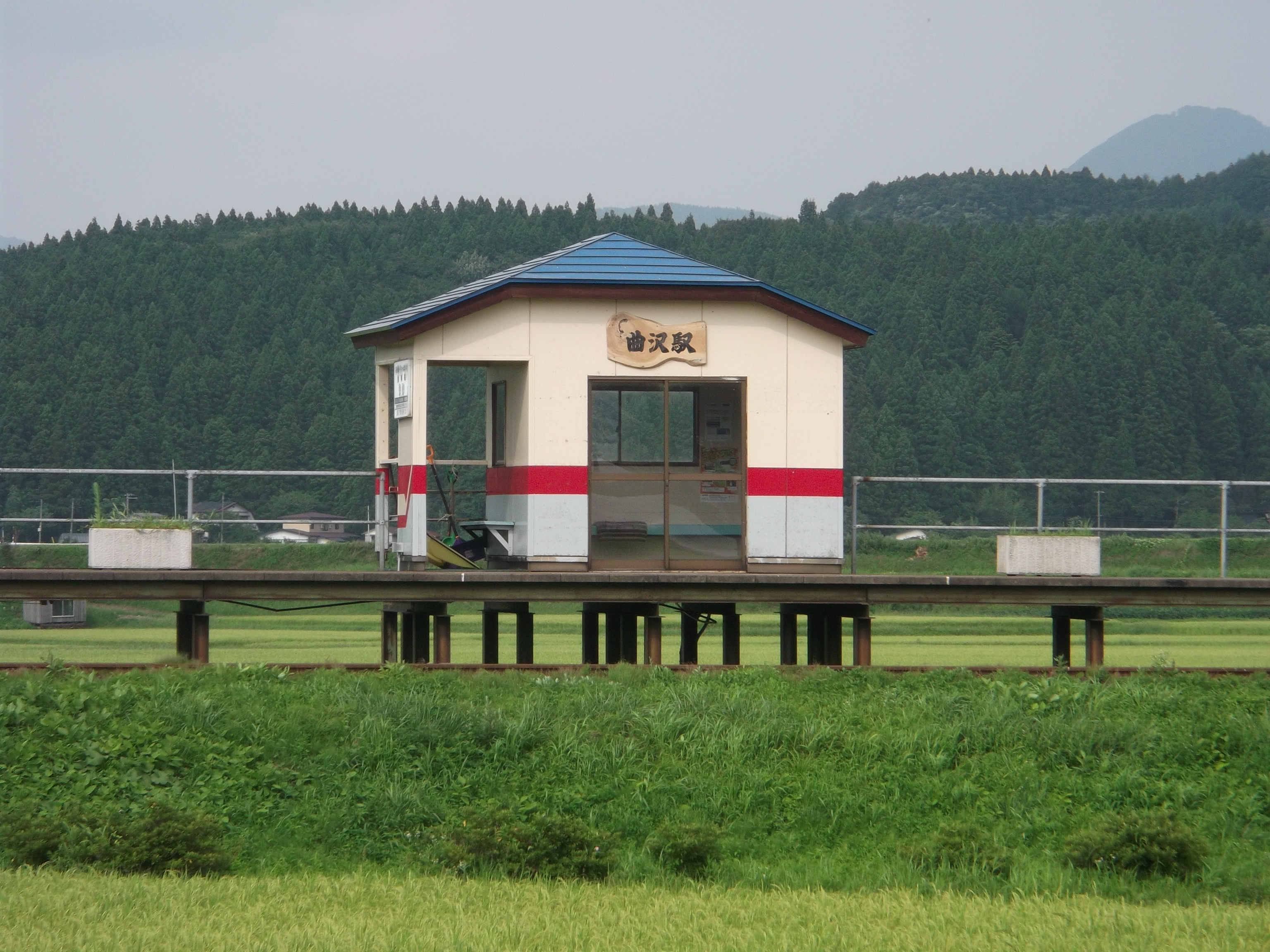
待合室（2013年8月）
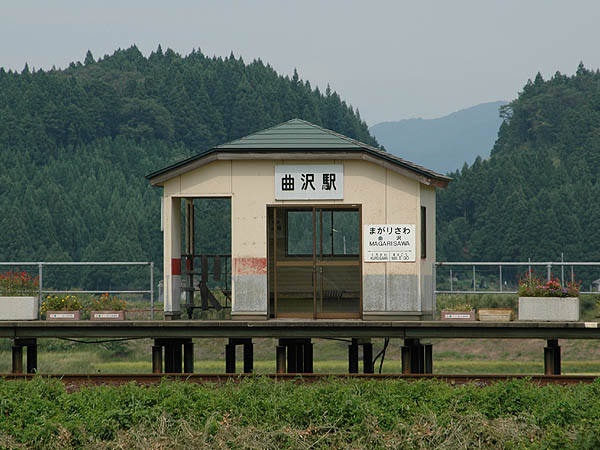
改修前の待合室

## 利用状況
| 1日乗降人員推移 | 1日乗降人員推移 |
| 年度            | 1日平均人数     |
| --------------- | --------------- |
| 2011年          | 2               |
| 2012年          | 3               |
| 2013年          | 3               |
| 2014年          | 3               |
| 2015年          | 2               |
| 2016年          | 1               |
| 2017年          | 1               |
| 2018年          | 2               |
| 2019年          | 1               |
| 2020年          | 1               |
| 2021年          | 3               |
| 2022年          | 4               |

## 駅周辺
- 秋田県道293号西滝沢館線
- 秋田県道171号前郷停車場線
  - 国道108号
- 子吉川

## 隣の駅
由利高原鉄道
■鳥海山ろく線
黒沢駅 - 曲沢駅 - 前郷駅